# Le renard s'évade à trois heures
Pour plus de détails, voir Fiche technique et Distribution.
Le renard s'évade à trois heures (titre original : Caccia alla volpe) est un film italo-britannico-américain de Vittorio De Sica, sorti en 1966.

## Synopsis
Aldo Vanucci, dit « le renard » est en prison, il s'évade en se faisant passer pour le médecin pénitencier. Il retrouve ses anciens complices, sa mère qui tient un hangar de loto clandestin et sa sœur dont il veut absolument veiller sur la moralité. Parallèlement, un groupe de malfaiteurs a subtilisé la cargaison d'or d'un camion traversant le désert d'un pays du Moyen Orient. Les organisateurs cherchent un moyen de faire débarquer cet or en Italie alors qu'Interpol est sur les dents et surveille les ports et les aéroports, et approchent Aldo qui cherche une idée... La sœur d'Aldo rêve de devenir actrice, au grand dam de son frère qui considère ce métier comme dégradant. Mais quand l'acteur américain sur le retour Tony Powell vient en Italie avec son agent, il lui vient une idée. Il part dans le désert où Vittorio de Sica tourne une super production et profite d'une scène de tempête de sable pour lui voler tout son équipement. Aldo de retour en Italie se fait passer pour un réalisateur, engage Powell et confie à sa sœur le premier rôle féminin. Tout ce petit monde se rend ensuite dans un petit village côtier, et Aldo sollicite le concours des habitants en leur expliquant qu'ils vont participer à une grande scène où on viendra débarquer de faux lingots d'or. Pour ce faire il gagne la confiance du chef de la police locale. Mais les choses ne se passent pas bien, le cargo prend du retard, Aldo est obligé d'improviser des scènes absurdes, et quand enfin le cargo appareille il se fait doubler par un escroc et la police intervient. S'en suivra un procès où tous les habitants du village se retrouveront dans le box des accusés en compagnie d'Aldo, de Powell, de sa sœur, de sa mère, du policier local... Aldo, magnanime, dira au juge qu'il est le seul coupable, il retournera en prison mais en déclarant qu'il s'évadera le 1er juin à trois heures.

## Fiche technique
- Titre français : Le renard s'évade à trois heures
- Titre original : Caccia alla volpe
- Réalisation : Vittorio De Sica, assisté de Giorgio Stegani et Richard Talmadge
- Scénario : Neil Simon et Cesare Zavattini d'après la pièce After the Fox de Neil Simon
- Directeur de la photographie : Leonida Barboni
- Montage : Adriana Novelli et Russell Lloyd
- Musique : Piero Piccioni
- Générique : Maurice Binder
- Production : John Bryan
- Genre : comédie policière
- Distribution : United Artists[1]
- Pays de production :  Italie,  Royaume-Uni,  États-Unis
- Durée : 103 minutes
- Dates de sortie : 
  - Italie : 8 septembre 1966
  - États-Unis : 15 décembre 1966
  - France : 1er janvier 1968

## Distribution
- Peter Sellers (VF : Michel Roux) : Aldo Vanucci
- Victor Mature (VF : Claude Bertrand) : Tony Powell
- Britt Ekland (VF : Michèle Bardollet) : Gina Romantica
- Martin Balsam (VF : Henry Djanik) : Harry Granoff
- Akim Tamiroff (VF : Serge Nadaud) : Fred Okra
- Paolo Stoppa (VF : Georges Hubert) : Polio
- Tino Buazzelli (VF : Jacques Dynam) : Siepi
- Mac Ronay : Carlo
- Lydia Brazzi : Mamma Vanucci
- Lando Buzzanca (VF : Bernard Woringer) : Rizzuto, le chef de la Police
- Maria Grazia Buccella (VF : Joëlle Janin) : la sœur de Fred Okra
- Maurice Denham (VF : Jacques Berthier) : le chef d'Interpol
- David Lodge (VF : Georges Atlas) : un officier de Police
- Vittorio De Sica (VF : André Valmy) : Lui-même
- Tiberio Murgia